# Tipula (Vestiplex) aptera
Tipula (Vestiplex) aptera is een tweevleugelige uit de familie langpootmuggen (Tipulidae). De soort komt voor in het Palearctisch gebied.